# Catedral de la Ascensión (Izium)
La catedral de la Ascensión de Izium (en ucraniano: Свято-Вознесенський собор) es una de las catedrales ortodoxas ucranianas que se sitúan en la actual Izium, Ucrania. El templo está bajo la jurisdicción de la eparquía de Izium y Kúpiansk.  

## Geografía
La catedral está ubicada en la calle Moskov, 30 Izium, en el óblast de Járkov.  

## Historia
La catedral fue construida y consagrado en 1826. El templo anterior había comenzado a derrumbarse como consecuencia de las frecuentes inundaciones del río Donets. Fue en esta antigua iglesia donde en 1754 se apareció el icono de la Madre de Dios de Pishchanska al obispo de Bélgorod, San Joasaph.
El lugar fue la única iglesia en Izium en la que los servicios no cesaron durante el período soviético.
El edificio fue dañado en 2022 durante las batallas por Izium durante la invasión rusa de Ucrania.

## Arquitectura
El templo está diseñado en estilo neoclásico y de un tramo, con un campanario sobre el vestíbulo occidental. En 1902-1903, la iglesia se amplió con la adición de naves laterales y otro nivel del campanario. De 1983 a 2008 la iglesia fue renovada, añadiéndole dorado a las cúpulas.  

## Galería

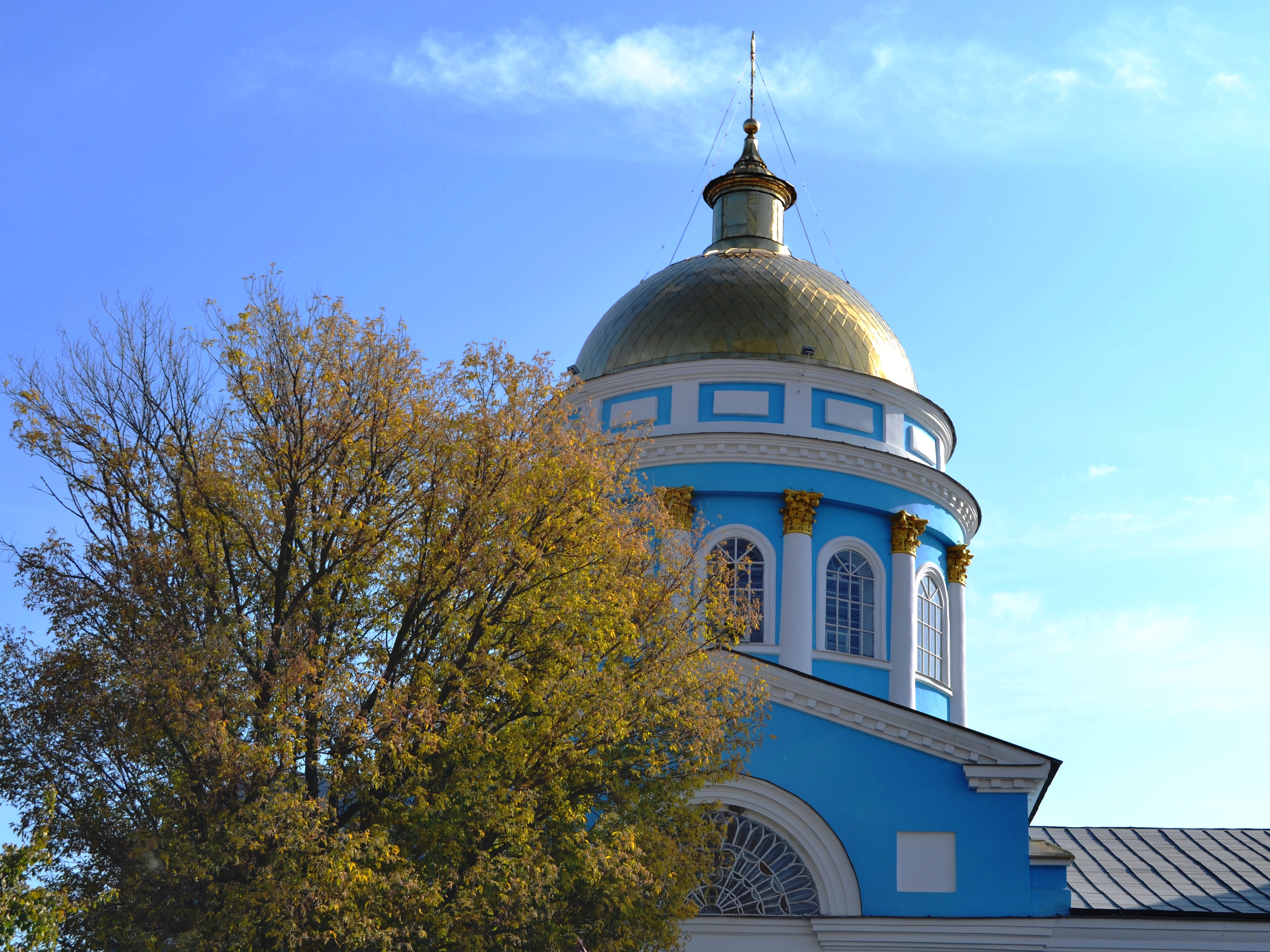
Cúpula de la catedral
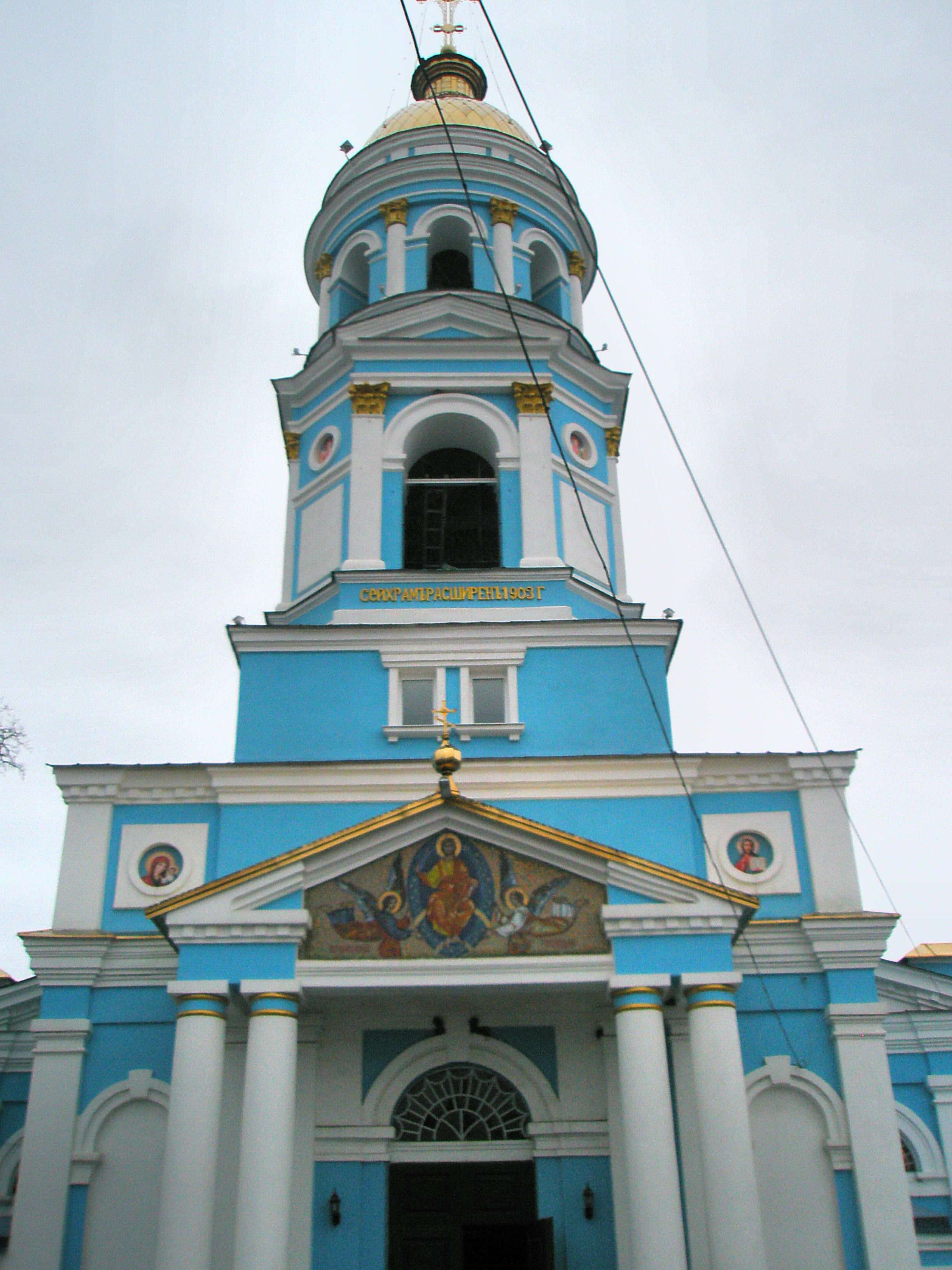
Torre principal
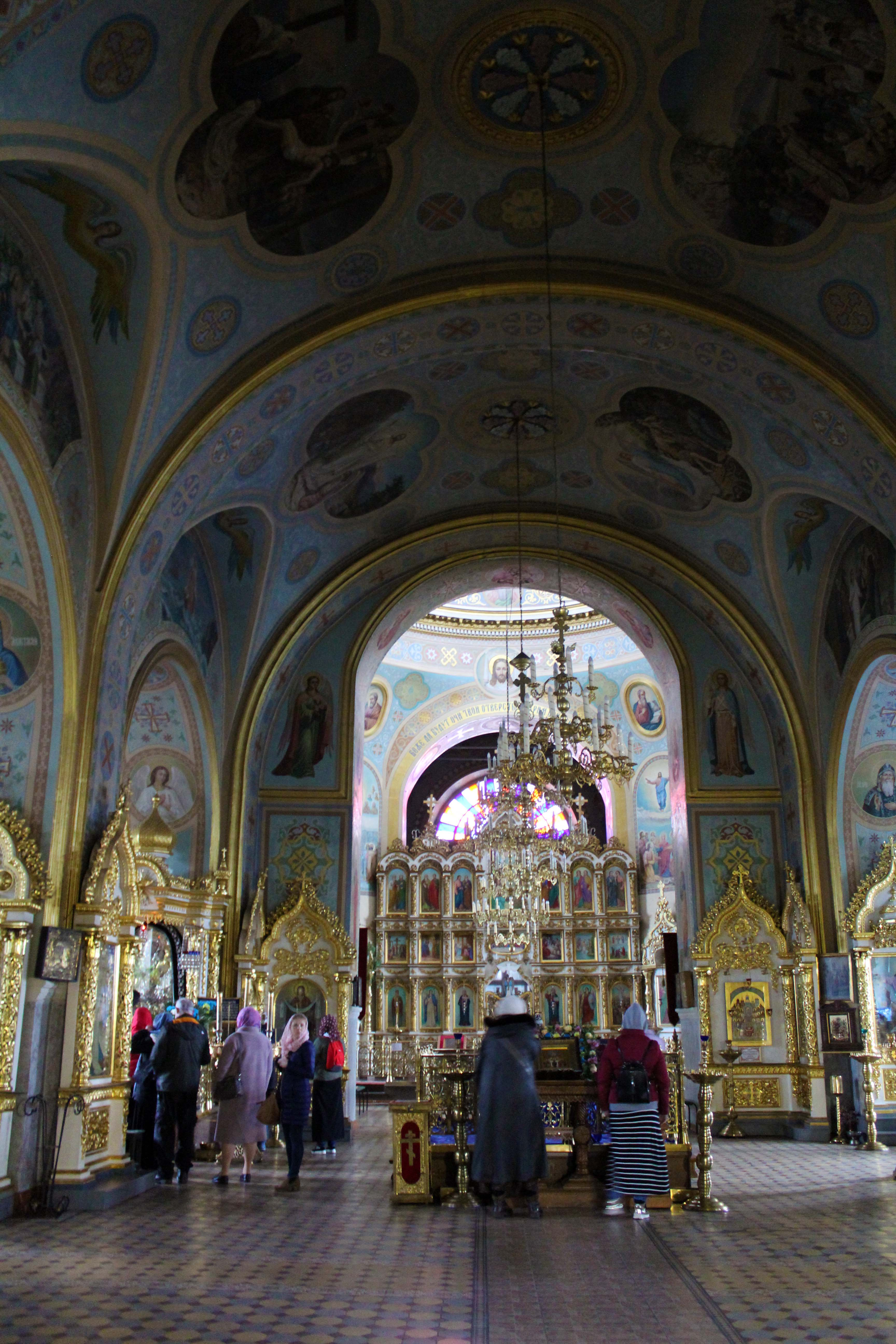
Interior del templo